# Фекішовце
Фекішовце (словац. Fekišovce) — село в Словаччині в районі Собранці Кошицького краю. Село розташоване на висоті 121 м над рівнем моря. Населення — близько 300 чол. Вперше згадується в 1391 році. В селі є бібліотека.

## Населення
| Рік:            | 1994. | 2004.    | 2014.   | 2024.   |
| --------------- | ----- | -------- | ------- | ------- |
| Кількість осіб: | 274   | 306      | 307     | 295     |
| Різниця:        |       | +11,67 % | +0,32 % | -3,90 % |

| Рік:            | 2023. | 2024.   |
| --------------- | ----- | ------- |
| Кількість осіб: | 305   | 295     |
| Різниця:        |       | -3,27 % |